# Gessamí blau
El gessamí o llessamí blau, malvesc, llàgrimes, lleganyes (Plumbago auriculata) és una espècie de planta de la família de les plumbaginàcies (Plumbaginaceae) originària de l'Àfrica del Sud utilitzada en jardineria a zones de clima mediterrani o més càlides. Aquesta espècie també rep les variants lingüístiques jaramí blau i malbec. És un arbust que assoleix fins a dos metres d'alt, i es caracteritza per estar en floració gran part de l'any. Quan s'enfila aprofitant estructures preexistents pot arribar a sis metres d'alçada i tres d'amplada. Cultivat en contenidor les dimensions són molt menors. Les fulles són d'un verd brillant i creixen fins a 5 cm de llarg. El nom específic auriculata significa "amb orelles", per causa de la mida de les fulles semblants al pavelló auditiu.

## Morfologia
Els cinc pètals tenen uns 2 cm i poden ser de color blau pàl·lid, blau o violeta. També hi ha variacions amb flors blanques (P. auriculata var. ''alba'') o blaves profundes (P. auriculata 'Royal Cape'). Les flors estan disposades en una inflorescència en forma de corimbe i raïm.
La flor d'aquesta planta és completa i bisexual. Els sèpals i els pètals estan parcialment fusionats (connats) mentre que el pistil és adnat. L'ovari de la flor és superior i la flor té una simetria regular. Té una placentació basal, amb 1 lòcul i 5 carpels. Floreix sobretot a l'estiu, però en les condicions adequades pot florir tot l'any.